# Arena de Elbasani
O Estádio Ruzhdi Bizhuta (em albanês: Stadiumi Ruzhdi Bizhuta), também conhecido informalmente como Arena de Elbasani, é um estádio de futebol localizado na cidade de Elbasani, na Albânia. Inaugurado oficialmente em 1967, recebe partidas tanto da Seleção Albanesa de Futebol quanto do clube local KS Elbasani. Sua capacidade máxima é de 12 800 espectadores.